# Station Löhne (Westf)
Station Löhne (Westfalen) (Bahnhof Löhne (Westfalen), ook wel Bahnhof Löhne (Westf)) is een spoorwegstation in de Duitse plaats Löhne in de deelstaat Noordrijn-Westfalen. Het ligt aan de spoorlijn Minden - Hamm. In Löhne takken de spoorlijnen af naar Osnabrück-Rheine en naar Hameln-Elze. Het station was lange tijd een belangrijk spoorwegknooppunt voor reizigers- en goederentreinen in Noordwest-Duitsland.

## Geschiedenis
Halverwege de 20e eeuw was het station een hoofdknooppunt voor reizigers- en goederenverkeer in Noordwest-Duitsland. Hier kwamen de spoorlijnen van de Köln-Mindener Eisenbahn-Gesellschaft (1847), Königlich Hannöverschen Staatseisenbahnen (1855) en Hannover-Altenbekener Eisenbahn-Gesellschaft (1875) bij elkaar.
Vele jaren kruisten hier langeafstandstreinen van Berlijn via Hannover en Keulen naar Parijs en van Amsterdam via Osnabrück en Hildesheim naar Centraal-Duitsland. De vele sporen werden met talrijke dive-unders en fly-overs zo gebouwd, dat beide hoofdspoorlijnen kruisingsvrij werden gemaakt. De onafhankelijke bediening van de drie spoorlijnen is gebleven. Van deze mogelijkheden maken enkele treinen van de Weser-Bahn naar Bünde gebruik en het herinnert daarmee aan de voormalige hoofdverbinding.
Het station heeft de status van knooppunt verloren en het is afgewaardeerd naar een regionaal station van de 4de categorie. Het stationsgebouw kwam in 2013 in private handen. Gedeelten van het stationsgebouw dienen sedert 2020 culturele doelen. De stedelijke openbare bibliotheek is er naartoe verhuisd.
Er zijn plannen, om rond 2022 een voormalige tunnel voor opslag van bagage te verbouwen tot grote fietsenstalling, met reparatiewerkplaats voor fietsen.

## Bediening
De volgende treinseries doen station Löhne aan:
| Serie      | Treinsoort                          | Route | Bijzonderheden                                                                |
| ---------- | ----------------------------------- | --- | ----------------------------------------------------------------------------- |
| RE 6 (RRX) | Regional-Express (National Express) | Köln/Bonn Luchthaven – Köln Hbf – Neuss Hbf – Düsseldorf Hbf – Duisburg Hbf – Essen Hbf – Bochum Hbf – Dortmund Hbf – Hamm Hbf – Gütersloh Hbf – Bielefeld Hbf – Minden (Westf) | Rhein-Weser-Express                                                           |
| RE 60      | Regional-Express (Westfalenbahn)    | Rheine – Osnabrück Hbf – Bünde (Westf) – Löhne (Westf) – Bad Oeynhausen – Minden (Westf) – Hannover Hbf – Lehrte – Braunschweig Hbf                                             | Ems-Leine-Express 1x per twee uur                                             |
| RE 70      | Regional-Express (Westfalenbahn)    | Bielefeld Hbf – Herford – Löhne (Westf) – Bad Oeynhausen – Minden (Westf) – Hannover Hbf – Lehrte – Braunschweig Hbf                                                            | Weser-Leine-Express 1x per twee uur                                           |
| RB 77      | Regionalbahn (NordWestBahn)         | Bünde (Westf) – Löhne (Westf) – Hamelen – Nordstemmen – Hildesheim Hbf | Weser-Bahn 1x per twee uur in het weekend Bünde - Löhne                       |
| RE 78      | Regional-Express (eurobahn)         | Bielefeld Hbf – Herford – Löhne (Westf) – Bad Oeynhausen – Minden (Westf) – Nienburg (Weser)                                                                                    | Porta-Express 1x per twee uur, in het weekend enkele treinen Bielefeld-Minden |

Het voormalige rangeerstation is afgebroken, een nieuwe bestemming voor het terrein is nog niet gevonden. Hierdoor zien reizigers uit de trein een groot zanderig landschap. Een nieuwe gebruiker voor het gebied vinden is moeilijk, omdat het ingeklemd is tussen spoorlijnen waardoor het moeilijk te bereiken is.

## Faciliteiten op het station
Het station heeft een eigen loket. Daarnaast werd in 2011 aan de achterzijde van het station een Parkeer en Reisplaats geopend.

## Trivia
Literaire betekenis kreeg het station in het werk van het Erich Maria Remarque: "Van het westelijk front geen nieuws" (Im Westen nichts Neues). Het stationsplein met het busstation heet sinds de herinrichting van de jaren 90 Erich-Maria-Remarque-Platz.